# Huxian
Húxiān (znaky: 狐仙; překlad: „Liščí nesmrtelný“; ČST: Chusien) také nazýván Húshén (znaky: 狐神; překlad: „Liščí bůh“; ČST: Chušen) nebo Húwáng (znaky: 狐王; překlad: „Liščí vládce“; ČST: Chuwang) je božstvo z čínského lidového náboženství. Kult tohoto božstva se vyskytuje v provinciích severní Číny (provincie Che-nan, Šan-tung a výše) a především poté v severovýchodní Číně, kde se dá považovat za nejpopulárnější ze všech.

## Charakteristika
Huxian může být zobrazován jako muž či žena, ale nejčastější vyobrazení je jako žena Húxiān Niángniáng (znaky: 狐仙娘娘; překlad: „Liščí nesmrtelná žena“; ČST: Chusien Niangniang). Zvířecí forma této ženy je liška s devíti ocasy. Je to čínský ekvivalent Inari Okami, což je tradiční japonský šintó kult. Oba bohové (či bohyně) kolektivně reprezentují tzv. liščí duchy.
Podle východoasijské mytologie jsou liščí duchové mistři převleku, umí se zjevit v lidské formě (mužské či ženské) a to využívají ke svádění lidí. Výměnou za to předávají majetek a bohatství. V mystické literatuře, ovlivněné taoismem, jsou liščí duchové nesmrtelné a transcendentní bytosti vysoké úrovně spirituální hierarchie.
Toto liščí božstvo je také často reprezentováno jako pár bohů, muže a ženy, nazýván Velký Pán tří Lišek (znaky: 胡三太爷) a Velká paní tří lišek (znaky: 胡三太奶). Jako liščí bohyně je příbuzná s Xīwángmǔ (znaky: 西王母; překlad: „Královna matka západu“), která stráží horu Kunlun. Ta je v čínské mytologii důležitým symbolem axis mundi a božství.

## Historie
Od počátku dynastie Tchang můžeme sledovat uctívání liščích duchů prostými lidmi. Ti jim přináší oběti a jídlo i pití, které se nijak neliší od toho lidského. Historie uctívání lišek ale sahá pravděpodobně mnohem hlouběji. Zdá se, že vychází z několika tisícileté tradice. V rozsáhlých záznamech o regionu Tchaj-pching (pinyin: Taiping guanji) můžeme najít záznamy o liščích duších už z doby dynastie Chan a až po dynastii Sung. V těchto záznamech můžeme také najít bohatou sbírku příběhů o liškách.

## Symbolika
Lišky byly jedním ze zvířat, které v antických čínských textech symbolizovali varování či předzvěst, většinou něčeho špatného. V záznamech Šanchajťing (pinyin: Shanhaijing) se objevuje několik případů, kdy zjev lišky předcházel válkám či katastrofám. Konkrétně se zde objevuje i již zmíněné vyobrazení lišky s devíti ocasy. Naproti tomu v ezoterických textech z dynastie Chan je zjevení lišky naopak chápáno jako předzvěst příznivých událostí.

## Výskyt
Japonský sinolog Nagao Ryuzō vypozoroval, že Liščí Božstvo je tak populární, že je uctívané skoro v každé domácnosti v severní Číně a Mandžusku. Henry Doré, francouzský sinolog, zdokumentoval uctívání Liščího Boha v severních částech Ťiang-su a An-chuej. V částech provincie Che-pej je každému novorozenému přiřazen vlastní božský patron, který se zobrazuje jako Húxiān. Zpravidla se dívkách dává mužský patron a chlapcům ženský patron. Poté co děti vyrostou a vstoupí do manželství, jsou jejich patroni vyobrazováni sedící vedle sebe.